# Graphania lignisecta
Graphania lignisecta là một loài bướm đêm trong họ Noctuidae.